# Цілкані
Цілкані (груз. წილკანი) — село в Грузії.
За даними перепису населення 2014 року в селі проживає 3590 осіб.